# ジェネレーション天国
『ジェネレーション天国』（ジェネレーションてんごく）は、フジテレビ系列で2013年1月28日から2014年3月10日まで毎週月曜日の20時00分 - 20時54分（JST、以下略）に放送されたトークバラエティ番組。全34回放送。
副題込みの番組名は『衝撃!3世代比較TV ジェネレーション天国』（しょうげき!さんせだいひかくテレビ - ）、通称は『ジェネ天』。

## 概要
司会は今田耕司と山下智久が務め、山下にとってはバラエティ番組初司会となる。
毎回、様々な世代ごとに著名人・文化人をゲストに迎え、60代以上の「創成期バナナ世代」・40代中心の「絶頂期キウイ世代」・20代中心の「現代マンゴー世代」の3世代に分け世代毎のテーマランキングをもとに比較、スタジオでは各世代を代表するゲストが出演し、その世代だからこそ言える本音をぶつけ合う。なお世代名は当初パイロット版では60代以上を「アラDAN（アラウンド団塊）」・40代中心を「アラBUB（アラウンドバブル）」・20代中心を「アラIT（アラウンドIT）」としていた。
レギュラー開始当初は各世代の流行ランキングを7つ発表し、最後の7つ目の発表時にはアラビア数字の7を司会者3名が全身で表現し、「スリーセブン!」と言うのが決まりだったが、2013年4月15日放送分よりトップ10に拡大したことで廃止された。
2013年8月19日放送分ではメインのランキングトークに加えて、ある言葉に関するジェネレーションギャップを測る「ジェネ線を探せ!」と昔のニュース映画を見てトークを繰り広げる「BNN 昔のニュースを見てみよう」というコーナーがあった。これ以降、ランキングはレギュラー放送においてはトップ5に縮小したが、放送回によってはトップ10になる場合がある。
2014年3月10日の放送を以て終了。放送期間は1年2か月強であったが19時番組の2時間SPなどで休止することが多く（1回も休まなかった月は2013年11月のみ）、実際の放送回数は34回（約8か月分）となった。なお最終回では、冒頭で山崎アナが今回が最終回であることを述べ、「バナナ世代」をメインにした「バナナ特集」を放送して終了した。

## 出演者

### 司会・進行アシスタント
- 今田耕司
- 山下智久（レギュラー版より）
- 山﨑夕貴（同上。フジテレビアナウンサー）

### ゲスト
- 基本的に各世代から5人前後を迎える。

### 過去の出演者
- 中村仁美（パイロット版司会。フジテレビアナウンサー）

### ナレーター
- 武田広（バナナ世代担当）
- 真地勇志（メイン・キウイ世代担当）
- 野島健児（マンゴー世代担当）

## 放送リスト

### パイロット版
| 回数  | 放送日                  | 放送時間（JST） | 番組タイトル                                     | テーマ                                                                  | 備考 |
| ----- | ----------------------- | --------------- | ------------------------------------------------ | ----------------------------------------------------------------------- | --- |
| 第1回 | 2010年1月9日（土曜日）  | 13:00 - 14:30   | 胸キュン!ジェネレーション天国                    | 衝撃の食べ物ベスト10                                                    | この回に限り、関東ローカルで放送。                                                                                  |
| 第2回 | 2010年5月25日（火曜日） | 19:00 - 20:54   | 三世代同居テレビ!! 胸キュン!ジェネレーション天国 | 衝撃を受けた遊びベスト10                                                | 『カスペ!』枠 |
| 第3回 | 2010年11月2日（火曜日） | 19:00 - 20:54   | 衝撃!三世代比較TV ジェネレーション天国           | ナウい「電化製品」・イカす「食べもの」・ヤバい「ファッション」 ベスト10 | 『カスペ!』枠 |
| 第4回 | 2011年3月23日（水曜日） | 19:00 - 21:54   | 衝撃!三世代比較TV ジェネレーション天国           | ヤバい「恋愛事情」・ナウい「(秘)健康法」・イカす「口説き方」ベスト10    | 当初は2011年3月15日の『カスペ!』枠で 放送予定だったが、東日本大震災により放送時間を移動し、 3時間に拡大放送された。 |

### レギュラー放送
2013年
| 回数   | 放送日   | テーマ・内容 | 備考            |
| ------ | -------- | --- | --------------- |
| 第1回  | 1月28日  | ビックリした食べ物ベスト7 女子高生ライフベスト7                                                                                   | 2時間スペシャル |
| 第2回  | 2月11日  | おしゃれなインテリアベスト7 ラブリーなペットベスト7                                                                               | 2時間スペシャル |
| 第3回  | 2月18日  | 冬のおしゃれなファッションベスト7                                                                                                 |                 |
| 第4回  | 2月25日  | 青春のカッコいい遊びベスト7 |                 |
| 第5回  | 3月4日   | 憧れの外国ベスト7 |                 |
| 第6回  | 3月25日  | ビックリ最先端美容ベスト7 胸キュンした恋愛映画ベスト5                                                                             | 2時間スペシャル |
| 第7回  | 4月15日  | ビックリした食べ物ベスト10 おしゃれな最新のファッションベスト10                                                                   | 2時間スペシャル |
| 第8回  | 4月22日  | 衝撃の超便利な文房具ベスト10 |                 |
| 第9回  | 5月13日  | ママを助けるキッチン用品ベスト10 誰もが夢中になった超常ミステリーベスト5                                                          | 2時間スペシャル |
| 第10回 | 5月20日  | 超楽しみにしていた給食ベスト10 |                 |
| 第11回 | 6月3日   | 憧れの結婚式ベスト10 |                 |
| 第12回 | 6月10日  | 夢中になって集めたコレクションベスト10                                                                                            |                 |
| 第13回 | 6月17日  | 衝撃のお風呂ライフベスト10 |                 |
| 第14回 | 7月8日   | 憧れの東京見物ベスト10 夏の海のラブソングベスト10                                                                                 | 2時間スペシャル |
| 第15回 | 7月29日  | 猛暑対策ベスト10 |                 |
| 第16回 | 8月5日   | 週刊少年ジャンプ衝撃を受けたシーンベスト10                                                                                        | 2時間スペシャル |
| 第17回 | 8月19日  | ランキング：プチ贅沢な食べ物ベスト10 ジェネ線を探せ!「ひざが出る」「バックシャン」 BNN 昔のニュースを見てみよう「スイムで踊ろう」 | 2時間スペシャル |
| 第18回 | 9月2日   | ランキング：ダイエットベスト5 ジェネ線を探せ!「テクシー」                                                                         |                 |
| 第19回 | 9月9日   | 熱狂のダンスベスト5 |                 |
| 第20回 | 9月23日  | ランキング：秋を感じる食べ物ベスト10 ジェネ線を探せ!「シャッポを脱ぐ」 BNN昔のニュースを見てみよう「がんばれ父ちゃん」            | 2時間スペシャル |
| 第21回 | 10月21日 | ランキング：男にモテる!?秋冬のオシャレベスト10 ジェネ線を探せ!「寝押し」                                                          | 2時間スペシャル |
| 第22回 | 10月28日 | マーガレット&別冊マーガレット 胸キュンのベストシーンベスト10                                                                      |                 |
| 第23回 | 11月4日  | すごいピッチャーベスト10 |                 |
| 第24回 | 11月11日 | 魂の国民食シリーズ ラーメンライフベスト5 ジェネ線を探せ!「メートルがあがる」                                                      |                 |
| 第25回 | 11月18日 | 魂の国民食シリーズ 牛肉ライフベスト5                                                                                              |                 |
| 第26回 | 11月25日 | 魂の国民食シリーズ たまごライフベスト5                                                                                            |                 |
| 第27回 | 12月2日  | なぜか夢中になったB級おもちゃベスト10                                                                                             |                 |
| 第28回 | 12月9日  | モテる男の条件ベスト10 冬の胸キュンラブソングベスト10                                                                             | 2時間スペシャル |

2014年
| 回数   | 放送日  | テーマ・内容                                                                                             | 備考            |
| ------ | ------- | --- | --------------- |
| 第29回 | 1月6日  | 憧れの変身ヒーロー ベスト8                                                                               | 2時間スペシャル |
| 第30回 | 1月20日 | モテる女2014最旬ベスト10 バナナ世代・キウイ世代のモテる女                                                |                 |
| 第31回 | 2月3日  | 俺たちのスイーツベスト10                                                                                 | 2時間スペシャル |
| 第32回 | 2月17日 | ランキング：2014最旬の銀座ベスト10 バナナ・キウイ世代の銀座 銀座超ジモト密着（秘）体感ツアー             | 2時間スペシャル |
| 第33回 | 3月3日  | 春の新作パン祭り マンゴー世代 専門店新作パン17選 バナナ世代 懐かしい昭和のパン キウイ世代 海外のパン襲来 |                 |
| 第34回 | 3月10日 | 衝撃のバナナ世代SP ランキング：バナナライフベスト10 バナナ世代のイカす昭和家電をバッチリ買いまショー!    |                 |

## スタッフ

### レギュラー版
- ナレーター：武田広、真地勇志、野島健児
- 構成：海老克哉、浜田悠、加藤智久、山田美保子、政宗史子
- 技術：FMT（旧八峯テレビ、FLT）
- SW：竹内弘佳
- CAM：若林茂人、武田篤
- AUD：光家郁夫、絹山幸広
- VE：田中昭博
- 照明：安藤雄郎
- 美術：フジアール
- 美術制作：柴田慎一郎
- デザイン：別所晃吉
- 美術進行：横山勇
- 大道具：裏隠居徹
- 電飾：桑島亮太
- ロケ技術：ティ・ピー・ブレーン
- 装置：葛西剛太
- 編集・MA（マルチオーディオ）：ザ・チューブ 加福大、坪井翔太
- 音効：佳夢音 藤原大介、東由美
- TK（タイムキーパー）：後藤有紀
- タイトルデザイン：橋本千恵子
- スタイリスト：杉山裕治、百瀬豪
- リサーチ：フルタイム
- CG・イラスト：グレートインターナショナル
- 衣装協力：ROEN、セシール、スピンズ、アヒルジュエリー、はるやま、DIESEL、BEAMS、P.S.FA、override、ABC-MART、PUMA、ニッセン
- 資料協力：産経新聞社、毎日新聞社、朝日新聞社、読売新聞社、中国新聞社、熊本日日新聞社、中日新聞社、千葉日報社、西日本新聞社、神奈川新聞社、東京新聞社、沖縄タイムス社
- フードコーディネーター：梶山葉月（料理企画回のみ）
- 広報：小中ももこ・山本麻祐子（2人共フジテレビ）
- 制作進行：田中優、丸山智子、藤枝祐一郎
- ディレクター：大澤哲也・齊藤亮・新川雅史・山口哲生・岡田至功・筏津英一（全員共ハウフルス）、白根伸一、井口泰志（フジテレビ）
- 演出：山田謙司・川崎大志（2人共ハウフルス）
- プロデューサー：尾形香代・田岸宏一（2人共ハウフルス）、笹川正平（フジテレビ）
- チーフプロデューサー：朝妻一（フジテレビ、2014年1月6日以降）、高浦康江（ハウフルス）
- 総合演出：菅原正豊（ハウフルス）
- 制作協力：ハウフルス
- 制作：フジテレビバラエティ制作部
- 制作著作：フジテレビ

#### 過去のスタッフ
- 電飾：日下信二
- 編集・MA：ザ・チューブ 柴田敏幸
- スタイリスト：黒田領
- スタジオ：テクノマックス
- 編成：浜野貴敏・加藤達也（フジテレビ）
- ディレクター：時崎豊・山泉健・椿原宏史（ハウフルス）、太田秀司（フジテレビ）、野上貢、香川春太郎、大森亮平、山本紗智子
- チーフプロデューサー：石川綾一（フジテレビ）

### パイロット版
- ナレーター：武田広、真地勇志
- 構成：海老克哉、浜田悠、加藤智久、角田和佳子
- 技術：八峯テレビ
- SW：竹内弘佳
- CAM：松井光太郎
- AUD：光家郁夫
- VE：田中昭博
- 美術：フジアール
- 美術制作：柴田慎一郎
- デザイン：別所晃吉
- 美術進行：横山勇
- 装置：葛西剛太
- 電飾：日下信二
- 編集・MA：ザ・チューブ 加福大、佐々木美郷
- 音効：佳夢音 藤原大介
- TK：岸波明子
- スタジオ：テクノマックス
- 撮影協力：オートバックス、ドン・キホーテ、くら寿司、焼肉きんぐ、無印良品、ジョリーパスタ、アイステッチ、快活CLUB、かんてい局沖縄
- リサーチ：フルタイム
- タイトルデザイン：橋本千恵
- 編集デザイン：よしだ裕二
- 編成企画：熊谷剛（フジテレビ）
- 広報：為永佐知男（フジテレビ）
- 制作進行：田中優、上室田剛
- ディレクター：時崎豊、山口哲生
- 演出：山田謙司・川崎大志（ハウフルス）
- プロデューサー：高浦康江、尾形香代、田岸宏一
- 総合演出：菅原正豊
- 制作協力：ハウフルス
- 制作：フジテレビバラエティ制作センター
- 制作著作：フジテレビ

## ネット局と放送時間
| 放送対象地域   | 放送局                    | 系列                                         | 放送日時                     | 備考       |
| -------------- | ------------------------- | -------------------------------------------- | ---------------------------- | ---------- |
| 関東広域圏     | フジテレビ（CX）          | フジテレビ系列                               | 月曜 20:00 - 20:54           | 制作局     |
| 北海道         | 北海道文化放送（uhb）     | フジテレビ系列                               | 月曜 20:00 - 20:54           | 同時ネット |
| 岩手県         | 岩手めんこいテレビ（mit） | フジテレビ系列                               | 月曜 20:00 - 20:54           | 同時ネット |
| 宮城県         | 仙台放送（OX）            | フジテレビ系列                               | 月曜 20:00 - 20:54           | 同時ネット |
| 秋田県         | 秋田テレビ（AKT）         | フジテレビ系列                               | 月曜 20:00 - 20:54           | 同時ネット |
| 山形県         | さくらんぼテレビ（SAY）   | フジテレビ系列                               | 月曜 20:00 - 20:54           | 同時ネット |
| 福島県         | 福島テレビ（FTV）         | フジテレビ系列                               | 月曜 20:00 - 20:54           | 同時ネット |
| 新潟県         | 新潟総合テレビ（NST）     | フジテレビ系列                               | 月曜 20:00 - 20:54           | 同時ネット |
| 長野県         | 長野放送（NBS）           | フジテレビ系列                               | 月曜 20:00 - 20:54           | 同時ネット |
| 静岡県         | テレビ静岡（SUT）         | フジテレビ系列                               | 月曜 20:00 - 20:54           | 同時ネット |
| 富山県         | 富山テレビ（BBT）         | フジテレビ系列                               | 月曜 20:00 - 20:54           | 同時ネット |
| 石川県         | 石川テレビ（ITC）         | フジテレビ系列                               | 月曜 20:00 - 20:54           | 同時ネット |
| 福井県         | 福井テレビ（FTB）         | フジテレビ系列                               | 月曜 20:00 - 20:54           | 同時ネット |
| 中京広域圏     | 東海テレビ（THK）         | フジテレビ系列                               | 月曜 20:00 - 20:54           | 同時ネット |
| 近畿広域圏     | 関西テレビ（KTV）         | フジテレビ系列                               | 月曜 20:00 - 20:54           | 同時ネット |
| 島根県・鳥取県 | 山陰中央テレビ（TSK）     | フジテレビ系列                               | 月曜 20:00 - 20:54           | 同時ネット |
| 岡山県・香川県 | 岡山放送（OHK）           | フジテレビ系列                               | 月曜 20:00 - 20:54           | 同時ネット |
| 広島県         | テレビ新広島（tss）       | フジテレビ系列                               | 月曜 20:00 - 20:54           | 同時ネット |
| 愛媛県         | テレビ愛媛（EBC）         | フジテレビ系列                               | 月曜 20:00 - 20:54           | 同時ネット |
| 高知県         | 高知さんさんテレビ（KSS） | フジテレビ系列                               | 月曜 20:00 - 20:54           | 同時ネット |
| 福岡県         | テレビ西日本（TNC）       | フジテレビ系列                               | 月曜 20:00 - 20:54           | 同時ネット |
| 佐賀県         | サガテレビ（STS）         | フジテレビ系列                               | 月曜 20:00 - 20:54           | 同時ネット |
| 長崎県         | テレビ長崎（KTN）         | フジテレビ系列                               | 月曜 20:00 - 20:54           | 同時ネット |
| 熊本県         | テレビくまもと（TKU）     | フジテレビ系列                               | 月曜 20:00 - 20:54           | 同時ネット |
| 鹿児島県       | 鹿児島テレビ（KTS）       | フジテレビ系列                               | 月曜 20:00 - 20:54           | 同時ネット |
| 沖縄県         | 沖縄テレビ（OTV）         | フジテレビ系列                               | 月曜 20:00 - 20:54           | 同時ネット |
| 宮崎県         | テレビ宮崎（UMK）         | フジテレビ系列 日本テレビ系列 テレビ朝日系列 | 火曜 0:53 - 1:50（月曜深夜） | 遅れネット |
| 大分県         | テレビ大分（TOS）         | 日本テレビ系列 フジテレビ系列                | 日曜 15:00 - 15:55           | 遅れネット |
| 山口県         | テレビ山口（tys）         | TBS系列                                      | 土曜 12:55 - 13:50           | 遅れネット |